# Georges Van den Boom
Georgius (Georges) Carolus Van den Boom (Gent, 11 december 1897 - Brussel, 21 juni 1978) was een Belgisch redacteur en politicus voor de KPB.

## Levensloop
Van den Boom werd omstreeks 1919 actief in het Gentse communistisch milieu en behoorde in 1921 tot de medestichters van de KPB. In 1925 werd hij verkozen als provincieraadslid voor de provincie Brabant en in 1935 werd hij lid van het politiek bureau van deze partij. In 1937 werd hij aangesteld als voorzitter van de Vlaamsche Kommunistische Partij (VKP), opgericht in het kader van de volksfrontpolitiek van Komintern-leider Georgi Dimitrov. In deze hoedanigheid was Van den Boom een voorstander van Vlaams zelfbestuur binnen een federale context.
Tijdens de Duitse bezetting in de Tweede Wereldoorlog was hij actief in het communistisch verzet. Zo was hij onder meer redacteur van Le Drapeau Rouge en hoofdredacteur van het verzetsblad Le Paysan. Hij werd op 2 juli 1943 aangehouden en opgesloten in Breendonk. Later werd hij gedeporteerd naar een concentratiekamp. 
Na de bevrijding werd hij lid van het centraal comité (1948 - 1954) en van het politiek bureau (1952 - 1954) van de KPB. Tevens was hij nationaal secretaris van deze partij. Daarnaast was hij hoofdredacteur van het Vlaams Tijdschrift der Communistische Partij van België (1949 - 1955), later publiceerde hij ook in het Vlaams Marxistisch Tijdschrift (VMT).

## Publicaties
- Over de weerslag van de Oktoberrevolutie in België (VMT, december 1967)
- Een terugblik, de houding van de Belgische intellectuelen tegenover de Oktoberrevolutie (VMT, september en december 1969)
- De actualiteit van Georgi Dimitrov (VMT, maart 1972)